# Ruza
|  | No s'ha de confondre amb Ruza (riu). |

Ruza - Руза (rus) - és una ciutat de l'óblast de Moscou, a Rússia. El 2020 tenia 12.743 habitants. Es troba a la vora del riu Ruza, a 89 km a l'oest de Moscou.

## Història
La primera menció a Ruza es remunta al 1339, quan formava part del Principat de Zvenígorod. Passà sota sobirania del Gran Ducat de Moscou a començaments del segle xvi, quan era una fortalesa que protegia els voltants occidentals de Moscou.